# Hipposideros fuliginosus
Hipposideros fuliginosus is een zoogdier uit de familie van de bladneusvleermuizen van de Oude Wereld (Hipposideridae). De wetenschappelijke naam van de soort werd voor het eerst geldig gepubliceerd door Temminck in 1853.